# Coelogyne hirtella
Coelogyne hirtella är en orkidéart som beskrevs av Johannes Jacobus Smith.
Coelogyne hirtella ingår i släktet Coelogyne och familjen orkidéer. Inga underarter finns listade i Catalogue of Life.